# 沙湖镇 (陆川县)
沙湖乡，是中华人民共和国广西壮族自治区玉林市陆川县下辖的一个乡镇级行政单位。

## 行政区划
沙湖乡下辖以下地区：
新街村、长沙村、官山村、永旺村和永安村。